# آنا تاتارینوا
آنا تاتارینوا (انگلیسی: Anna Tatarinova؛ زادهٔ ۷ مارس ۱۹۷۸) بازیکن فوتبال اهل بلاروس است.
وی همچنین در تیم ملی فوتبال Belarus بازی کرده‌است.